# 清元榮三郎
清元 榮三郎（きよもと えいざぶろう、1927年（昭和2年）6月24日 - 2002年（平成14年）12月31日）は昭和から平成にかけて活動した清元節三味線方。歌舞伎公演の立三味線（首席奏者）を長年務めた。神奈川県横浜市出身。本名は柿澤壽夫。

## 略歴
天声の美声と声量の豊かさによって清元界のみならず、戦前・戦中・戦後の邦楽界を代表する太夫であった清元志壽太夫の長男として生まれ、父のみならず六世清元延壽太夫の立三味線も務め、また現家元の七世清元延壽太夫を指導するなど、清元節三味線方の代表格として活躍した。また作曲にも優れ、多数の作品を残している。
- 1927年（昭和2年）、すでに清元節太夫として活躍していた志壽太夫の長男として神奈川県横浜市に生まれる（名付け親は五世清元延壽太夫）。幼い頃より母の指導を受ける。
- 1933年（昭和8年）、三世清元榮次郎（後の清元榮壽郎）に師事。
- 1944年（昭和19年）、清元榮三郎を名乗り、明治座『其小唄夢廓』上の巻（権上）で初舞台。
- 1953年（昭和28年）、大阪・歌舞伎座『保名』、『黒手組曲輪達引』で初めて歌舞伎の立三味線を務める。
- 1966年（昭和41年）、六世延壽太夫より三味線「立格」を受ける。
- 1977年（昭和52年）、東京芸術大学音楽学部清元科講師。
- 1991年（平成3年）、平成2年度日本芸術院賞。
- 1996年（平成8年）、重要無形文化財「清元節三味線」の保持者として各個認定される（いわゆる人間国宝）。
- 1999年（平成11年）、日本芸術院会員となる。
- 2002年（平成14年）、正五位勲三等瑞宝章追授。

## 作曲作品
- 『花若衆』
- 『お百度』
- 『長恨歌抄』
- 『お力』
- 『築地明石町』
- 『俳くらべ』
- 『雪之丞小袖』
- 『雨の狐』
- 『吹き寄せ話』
- 『蘭蝶』
- 『源氏物語・夕顔』
- 『女ごよみ』
- 『音に菊』
- 『播磨恋歌 お夏清十郎』など。

## 海外公演
父志壽太夫のタテ三味線として、多くの歌舞伎の海外公演に参加している。
- 1964年（昭和39年）8月 - ハワイ歌舞伎公演に参加し、『隅田川』を演奏。
- 1967年（昭和42年）8月 - モントリオール万国博覧会歌舞伎公演に参加、『隅田川』を演奏。
- 1972年（昭和47年）6月 - ヨーロッパ歌舞伎公演に参加、『隅田川』を演奏。
- 1982年（昭和57年）6月～7月 - ジャパン・ソサイエティー七十五周年記念アメリカ歌舞伎公演に参加、『隅田川』を演奏。
- 1985年（昭和60年）7月～8月 - アメリカ]歌舞伎公演に参加、『累』を演奏。
- 1987年（昭和62年）6月 - ソビエト歌舞伎公演、
- 1988年（昭和63年）7月～8月 - オーストラリア歌舞伎公演、
- 1990年（平成2年）10月 - パリ・フランクフルト歌舞伎公演に参加、いずれも『隅田川』を演奏。

## 人物とその周辺
父に似て豪放磊落な性格で知られ、幕内でも若手演奏家や若手歌舞伎役者に気軽に声をかけるなど気さくな人柄であった。生業であった三味線をこよなく愛し、日々の稽古を怠らず、毎朝『助六』や『かさね』の前弾き（前奏）を浚っていた。
また、国内はおろか私的な海外旅行であっても三味線を持参し、宿泊先で稽古を行った（長男清元志壽子太夫によると「旅行カバンや財布よりも三味線を先に持つほどで、時には『僕は部屋で稽古してるから、みんなは観光しておいで』というほどだった」という）。
若くして清元節の師匠としても活躍したが、演奏家や芸妓などのプロへは非常に厳しく情熱的な指導を行い、多数の演奏家を育成した。特に身内への稽古は厳しかったという。
晩年は癌に侵されながら（本人には告知されなかった）も舞台や稽古を勤め、師籍50年の演奏会も行うなど、亡くなる間際まで活躍した。死の床にあっても三味線に対する情熱は衰えず、うわ言で口三味線を呟いたり、意識が薄れ行く中でも三味線を弾く仕草をしていたという。孫の柿澤勇人によれば、「腕は商売道具だから」ということで最後まで腕に点滴の針を刺すことを拒んでいたという。看病する妻に「僕は年内は持たないだろう。正月は迎えられないんだ」と死期を悟り、その言葉通り2002年（平成14年）の大晦日に亡くなった。
2006年（平成18年）7月14日、国立劇場において追善演奏会が催され故人の遺徳を偲んだ。

## 家族
- 母は清元延香
- 弟は清元小志壽太夫、清元志佐雄太夫、清元志壽朗
- 長男は清元志壽子太夫
- 孫は清元延綾、清元一太夫(2人は清元志寿子太夫の子で姉弟[3])、柿澤勇人

## 受章等
受章・受賞
- 平成2年度日本芸術院賞
- 1999年（平成11年） - 日本芸術院会員
- 2002年（平成14年） - 正五位勲三等瑞宝章

その他
- 1996年（平成8年） - 重要無形文化財保持者（人間国宝）